# Kristiina Nurk
Kristiina Nurk (desde 2018 Nurk-Baker; nascida a 8 de julho de 1972, em Kohtla-Järve) é uma nadadora subaquática da Estónia.
Em 1992 e 1996 ela ganhou duas medalhas de bronze no Campeonato Mundial.
Entre 1987 e 1999 ela tornou-se individualmente 24 vezes campeã da Estónia em diferentes disciplinas de natação subaquática.
Em 1991 ela foi nomeada Atleta do Ano da Estónia.
Ela mora, desde 2015, no Reino Unido.